# بيسك سكوتلاند
شاركت الجمعية البريطانية للرعاية الفورية في إسكتلندا، (بيسك سكوتلاند) وهي منظمة مماثلة تغطي إنجلترا. ونشأت معا كمنظمة تهدف إلى تشجيع ومساعدة وضع خطط للرعاية الفورية وتوفير التدريب لدعم العاملين في مجال الرعاية بدأ الجمعية بريطانيّة للرعاية فوريّة وأيضا عناية دورات في إسكتلندا، التي قوبلت بترحيب حار، واتضح أن هناك جمهورًا كبيرًا لمثل هذا التعليم، وخاصة في المناطق النائية والريفية من اسكتلندا. وقد ازدادت الحاجة إلى التدريب والقيادة التنظيمية وضوحًا بعد حادث تحطم طائرة مروحية من نوع شينوك تابعة لسلاح الجو الملكي البريطاني في مول أوف كنتير عام 1994 في اسكتلندا. وقد أدى ذلك إلى تعديل التدريب الذي تقدمه منظمة بيسك ليناسب المناطق الريفية بشكل أفضل، وإلى تطوير منظمة بيسك اسكتلندا كمنظمة منفصلة في عام 2002.
بيسك اسكتلندا هي رابطة من المهنيين الرعاية الصحية، الذين يقومون بتدريب إضافي كممارسين الرعاية الفورية. ويقدم الأعضاء خدماتهم لدعم خدمات الإسعاف القانونية أو التطوعية أساسيات اسكتلندا- وقامو بالتنسيق مع صندوق ساندبيبر هو أيضا المروج حريصة من الإسعافات الأولية والرعاية في حالات الطوارئ ما.

## التاريخ
تأسست منظمة بيسك سكوتلاند في الأصل كجزء من الجمعية البريطانية للرعاية الفورية، التي تأسست في يونيو 1977. كان كينيث إيستون، وهو طبيب عام، أول رئيس للمنظمة. تشكلت في البداية من المخططات القائمة. ثم قدمت المنظمة عضوية فردية للأطباء الذين لديهم اهتمام بالرعاية الفورية، مثل أولئك الذين يعملون في الممارسة العامة والجراحة والطب وطب الطوارئ والتخدير والرعاية الحرجة. كانت العضوية المنتسبة مفتوحة للمسعفين والممرضين، والتي تغيرت لاحقًا مرة أخرى لتقديم عضوية كاملة، تقديرًا للأدوار المتغيرة لهذه المهن.

## روابط خارجية
- الموقع الرسمي
- PICT Team Twitter